# Fear of the Dark Tour
Fear of the Dark Tour – trasa koncertowa heavymetalowego zespołu Iron Maiden, która trwała od 3 czerwca do 4 listopada 1992 roku. Zespół po raz pierwszy odwiedził Islandię, Argentynę, Chile, Meksyk, Portoryko, Urugwaj, Wenezuelę i Nową Zelandię. Ogółem grupa zagrała w 25 krajach, na pięciu kontynentach świata. Iron Maiden wystąpili przed setkami tysięcy fanów na stadionach Ameryki Łacińskiej oraz jako gwiazda kolejnych odsłon „Monsters of Rock Festival”. Formacja występowała na stadionach, wielkich festiwalach oraz arenach sportowych i amfiteatrach, jedynie w kilku przypadkach dając koncerty w kameralnych obiektach.
Widowisko, które zespół zaprezentował należało do jednych z najlepszych w jej dotychczasowej historii. 22 sierpnia 1992 zespół wystąpił po raz drugi jako gwiazda festiwalu „Monsters of Rock” w Donington. Ograniczono liczbę sprzedaży biletów do 68,500 osób po tym, jak w wypadku z 1988 r., dwóch fanów zostało zgniecionych na śmierć. Jednak ostatecznie dzięki zabiegom managementu, zezwolono na obecność około 80 tys. widzów. Koncert sfilmowano i wydano na kasecie wideo oraz limitowanym zestawie CD. Część koncertów europejskich zarejestrowano, wyselekcjonowany materiał znalazł się na albumie A Real Live One. W trakcie trasy Bruce Dickinson ogłosił, iż opuści Iron Maiden, aby poświęcić się karierze solowej. Co gorsza, narastający konflikt w łonie grupy odbijał się rykoszetem na jakości wielu koncertów. Mimo to, trasa okazała się ogromnym sukcesem komercyjnym, 67 koncertów zobaczyło około 1,7 mln widzów.

## Supporty
- Black Sabbath – koncerty „Monsters of Rock” poza UK[3].
- Skid Row – koncerty „Monsters of Rock”[3].
- W.A.S.P. – „Monsters of Rock”, Belgia[3].
- Slayer – „Monsters of Rock”[3].
- Megadeth – koncerty „Monsters of Rock” poza UK[3].
- Pantera – „Monsters of Rock” poza UK[3].
- Danzig – koncerty „Monsters of Rock” poza UK[3].
- Helloween – koncerty „Monsters of Rock” poza UK[3].
- Testament – Ameryka Północna, koncerty „Monsters of Rock”[3].
- Dream Theater – Nowy Jork[3].
- Corrosion of Conformity – Ameryka Północna, koncerty „Monsters of Rock”[3].
- Warrant – koncerty europejskie, Ameryka Północna, koncerty „Monsters of Rock”[3].
- Thunder – koncerty „Monsters of Rock”, koncerty europejskie, Ameryka Południowa[3].
- The Almighty – koncerty europejskie, koncerty „Monsters of Rock”[3].
- Face to Face – Francja[3].
- Coda – Meksyk[3].
- Judge Mercy – Australia[3].
- Gun – koncerty europejskie, koncerty „Monsters of Rock”[3].
- Rostros Ocultos – Meksyk[3].
- Gillman – Wenezuela[3].
- The NOD – Nowa Zelandia[3].

## Setlista
- Introdukcja: odgłosy burzy, ta sama na całej trasie[3].

1. „Be Quick or Be Dead” (z albumu Fear of the Dark, 1992)
2. „The Number of the Beast” (z albumu The Number of the Beast, 1982)
3. „Wrathchild” (z albumu Killers, 1981)
4. „From Here to Eternity” (z albumu Fear of the Dark, 1992)
5. „Can I Play with Madness” (z albumu Seventh Son of a Seventh Son, 1988)
6. „Wasting Love” (z albumu Fear of the Dark, 1992)
7. „Tailgunner” (z albumu No Prayer for the Dying, 1990)
8. „The Evil That Men Do” (z albumu Seventh Son of a Seventh Son, 1988)
9. „Afraid to Shoot Strangers” (z albumu Fear of the Dark, 1992)
10. „Fear of the Dark” (z albumu Fear of the Dark, 1992)
11. „Bring Your Daughter… to the Slaughter” (z albumu No Prayer for the Dying, 1990)
12. „The Clairvoyant” (z albumu Seventh Son of a Seventh Son, 1988)
13. „Heaven Can Wait” (z albumu Somewhere in Time, 1986)
14. „Run to the Hills” (z albumu The Number of the Beast, 1982)
15. „2 Minutes to Midnight” (z albumu Powerslave, 1984)
16. „Iron Maiden” (z albumu Iron Maiden, 1980)

Bisy:
1. „Hallowed Be Thy Name” (z albumu The Number of the Beast, 1982)
2. „The Trooper” (z albumu Piece of Mind, 1983)
3. „Sanctuary” (z albumu Iron Maiden, 1980)
4. „Running Free” (z albumu Iron Maiden, 1980)

Uwagi:
- „Die with Your Boots On” (z albumu Piece of Mind, 1983) wykonywano tylko w wybranych miejscach[3].
- „Bring Your Daughter… to the Slaughter” (z albumu No Prayer for the Dying, 1990), „Sanctuary” (z albumu Iron Maiden, 1980) czy „Running Free” (z albumu Iron Maiden, 1980) nie zagrano podczas niektórych koncertów w obu Amerykach[3].

## Oprawa trasy
Oprawa koncertów w 1992 r. mogła imponować rozmachem. Choć nie zabrakło nawiązania do surowości znanej z poprzedniej trasy (słynne paczki głośników w głębi sceny), to oprawa „Fear Of The Dark Tour 1992” w pełnej krasie stanowiła powrót do dawnego rozmachu. Podczas plenerowych koncertów, Iron Maiden występowali na gigantycznej scenie (100 metrów długości i 27 wysokości), zwieńczonej ogromnymi telebimami, całość przypominała potężny „Straszny Dwór” Dach estrady wieńczył gigantyczny „EDDIE-Nietoperz”, zaś z symetrycznie ustawionych skrzydeł sceny, patrzył na widzów kolosalny Eddie, znany z okładki albumu. Imponowało oświetlenie zamontowane na ruchomych, kolistych rampach, w sumie składające się z 1600 lamp.
Baterie reflektorów zamontowano również na skrzydłach sceny, przy podestach na jej przedzie, w podeście na perkusję, cztery potężne rampy zawisły nad tylnym podium. Zdaniem wielu fanów, było to najlepszy system oświetleniowy, jaki Iron Maiden kiedykolwiek zaprezentowali. Zespół zrezygnował z pirotechniki, natomiast wykorzystał na szerszą skalę efekty stroboskopowe, rzutniki oraz fono-błyski i lasery. Scenę (podesty, podium, rampy) udekorowano specjalnym tworzywem z wizerunkiem konarów i korzeni drzew. W przypadku koncertów w Ameryce Łacińskiej zespół wykorzystywał podobną oprawę, jaka towarzyszyła trasie „No Prayer on the Road”.
Interesująco rozwiązano kwestię wybiegów, sięgających daleko za perkusję, aż na drugi poziom estrady. Widzowie mogli podziwiać ogromnego Eddiego, przypominającego drzewo, wylewającego się na całą scenę, szereg ogromnych kotar z malowidłami, które zakrywały całą przestrzeń w tle estrady. Mobilna wersja maskotki przedstawiała się podobnie do bohatera znanego z okładki albumu Fear of the Dark, tudzież zastępowano ją nieco bardziej standardowym wariantem, przypominającym inkarnację monstrum z singla „Be Quick or Be Dead”.

## Daty trasy[5]
UWAGA! w wyniku aktualizacji danych, nazwy obiektów nie muszą się pokrywać ze stanem pierwotnym, znanym z materiałów prasowych grupy.
| Data                 | Miasto                     | Kraj              | Obiekt                       |
| Europa               | Europa                     | Europa            | Europa                       |
| -------------------- | -------------------------- | ----------------- | ---------------------------- |
| 3 czerwca 1992       | Norwich                    | Anglia            | The Oval P.H. (Secret Show)  |
| 5 czerwca 1992       | Reykjavík                  | Islandia          | Laugardalshöll               |
| Ameryka Północna     |                            |                   |                              |
| 8 czerwca 1992       | Nowy Jork, Nowy Jork       | Stany Zjednoczone | The Ritz                     |
| 11 czerwca 1992      | Rochester, Nowy Jork       | Stany Zjednoczone | Rochester Community Center   |
| 13 czerwca 1992      | Quebec, Quebec             | Kanada            | Colisée de Québec            |
| 14 czerwca 1992      | Ottawa, Ontario            | Kanada            | Frank Clair Stadium          |
| 16 czerwca 1992      | Montreal, Quebec           | Kanada            | Forum de Montréal            |
| 17 czerwca 1992      | Toronto, Ontario           | Kanada            | CNE Stadium                  |
| 19 czerwca 1992      | Cuyahoga Falls, Ohio       | Stany Zjednoczone | Blossom Music Center         |
| 20 czerwca 1992      | Clarkston, Michigan        | Stany Zjednoczone | Pine Knob Amphitheater       |
| 21 czerwca 1992      | Tinley Park, Illinois      | Stany Zjednoczone | World Music Center           |
| 22 czerwca 1992      | East Troy, Wisconsin       | Stany Zjednoczone | Alpine Valley                |
| 25 czerwca 1992      | Saint Paul, Minnesota      | Stany Zjednoczone | Saint Paul Civic Center      |
| 27 czerwca 1992      | Morrison, Kolorado         | Stany Zjednoczone | Red Rocks Amphitheatre       |
| 28 czerwca 1992      | Salt Lake City, Utah       | Stany Zjednoczone | Salt Palace                  |
| 30 czerwca 1992      | Sacramento, Kalifornia     | Stany Zjednoczone | Cal Expo Amphitheatre        |
| 1 lipca 1992         | Daly City, Kalifornia      | Stany Zjednoczone | Cow Palace                   |
| 2 lipca 1992         | Irvine, Kalifornia         | Stany Zjednoczone | Irvine Meadows Amphitheatre  |
| 5 lipca 1992         | Phoenix, Arizona           | Stany Zjednoczone | Compton Amphiteatre          |
| 7 lipca 1992         | San Antonio, Teksas        | Stany Zjednoczone | Freeman Coliseum             |
| 8 lipca 1992         | Dallas, Teksas             | Stany Zjednoczone | Coca-Cola Amphitheatre       |
| 9 lipca 1992         | Bonner Springs, Kansas     | Stany Zjednoczone | Sandstone Performing Arts    |
| 11 lipca 1992        | Atlanta, Georgia           | Stany Zjednoczone | Lakewood Amphitheater        |
| 14 lipca 1992        | Maryland Heights, Missouri | Stany Zjednoczone | Riverport Amphitheater       |
| 15 lipca 1992        | Nashville, Indiana         | Stany Zjednoczone | Starwood Amphitheatre        |
| 17 lipca 1992        | Sunrise, Floryda           | Stany Zjednoczone | Sunrise Amphitheater         |
| Ameryka Południowa   |                            |                   |                              |
| 23 lipca 1992        | Santiago                   | Chile             | Estadio Nacional             |
| 25 lipca 1992        | Buenos Aires               | Argentyna         | Estadio Oeste                |
| 28 lipca 1992        | Montevideo                 | Urugwaj           | General Artigas Station      |
| 31 lipca 1992        | Rio de Janeiro             | Brazylia          | Maracanãzinho                |
| 1 sierpnia 1992      | São Paulo                  | Brazylia          | Estádio Palestra Itália      |
| 4 sierpnia 1992      | Porto Alegre               | Brazylia          | Gigantinho Arena             |
| Europa               |                            |                   |                              |
| 15 sierpnia 1992     | Mannheim                   | Niemcy            | May Market                   |
| 17 sierpnia 1992     | Bruksela                   | Belgia            | Forest National              |
| 22 sierpnia 1992     | Castle Donington           | Anglia            | Donington Park               |
| 25 sierpnia 1992     | Kopenhaga                  | Dania             | Valby-Hallen                 |
| 27 sierpnia 1992     | Helsinki                   | Finlandia         | Helsinki Ice Hall            |
| 29 sierpnia 1992     | Sztokholm                  | Szwecja           | Globe Arena                  |
| 31 sierpnia 1992     | Oslo                       | Norwegia          | Oslo Spektrum                |
| 2 września 1992      | Den Bosch                  | Holandia          | Brabanthal                   |
| 4 września 1992      | Lozanna                    | Szwajcaria        | Parc de Male                 |
| 5 września 1992      | Paryż                      | Francja           | Parc de la Villette          |
| 7 września 1992      | Miluza                     | Francja           | Palais des Sports            |
| 8 września 1992      | Annecy                     | Francja           | Parc des Expositions         |
| 10 września 1992     | Béziers                    | Francja           | Les Arènes                   |
| 12 września 1992     | Reggio nell’Emilia         | Włochy            | Arena Festa Dell’ Unita      |
| 14 września 1992     | Barcelona                  | Hiszpania         | Plaza de toros de las Arenas |
| 15 sierpnia 1992     | Cáceres                    | Hiszpania         | Plaza de toros               |
| 17 września 1992     | San Sebastián              | Hiszpania         | Estadio de Anoeta            |
| 18 września 1992     | Madryt                     | Hiszpania         | Las Ventas                   |
| 19 września 1992     | Saragossa                  | Hiszpania         | Plaza de Toros de Zaragoza   |
| Ameryka Północna     |                            |                   |                              |
| 26 września 1992     | Bayamón                    | Portoryko         | JRL Stadium                  |
| 1 października 1992  | Meksyk                     | Meksyk            | Palacio de los Deportes      |
| 2 października 1992  | Meksyk                     | Meksyk            | Palacio de los Deportes      |
| 4 października 1992  | Guadalajara                | Meksyk            | Estadio Jalisco              |
| Ameryka Południowa   |                            |                   |                              |
| 9 października 1992  | Caracas                    | Wenezuela         | Poliedro de Caracas          |
| 10 października 1992 | Caracas                    | Wenezuela         | Poliedro de Caracas          |
| Australia i Oceania  |                            |                   |                              |
| 20 października 1992 | Auckland                   | Nowa Zelandia     | Logan Campbell Centre        |
| 22 października 1992 | Melbourne                  | Australia         | Festival Hall                |
| 23 października 1992 | Sydney                     | Australia         | Hordern Pavilion             |
| Azja                 |                            |                   |                              |
| 26 października 1992 | Nagoja                     | Japonia           | Nagoya Rainbow Hall          |
| 28 października 1992 | Fukuoka                    | Japonia           | Kōsei Nenkin Kaikanl         |
| 30 października 1992 | Hiroszima                  | Japonia           | Kōsei Nenkin Kaikan          |
| 1 listopada 1992     | Osaka                      | Japonia           | Archaic Hall                 |
| 2 listopada 1992     | Osaka                      | Japonia           | Festival Hall                |
| 3 listopada 1992     | Jokohama                   | Japonia           | Yokohama Gymnasium           |
| 4 listopada 1992     | Tokio                      | Japonia           | Yoyogi National Gymnasium    |